# CALS
CALS(Continuous Acquisition and Life-cycle Support)는 제품의 계획 설계 조달 생산 사후관리 폐기 등 전 과정에서 발생하는 모든 정보를 디지털화해 관련기업간에 공유할 수 있도록 하는 정보시스템을 말한다.
정보화 경영혁신과 비용을 절감하고 생산성을 높이기 위한 생산전략이다.
CALS(Commerce At Light Speed)는 광속상거래 또는 초고속경영통합정보시스템이라고도 한다. 제조업체와 협력업체 등 관련 기업들이 공유하며 경영에 활용하는 기업간 정보시스템이다. 제품의 기획과 설계에서부터, 개발·생산·부품의 조달·유지보수·사후관리·폐기에 이르기까지 상품의 라이프사이클 전 과정에서 발생되는 각종 정보를 인터넷 및 초고속정보통신망과 연계하여 디지털화한 통합업무환경을 뜻한다.